# 綱引き

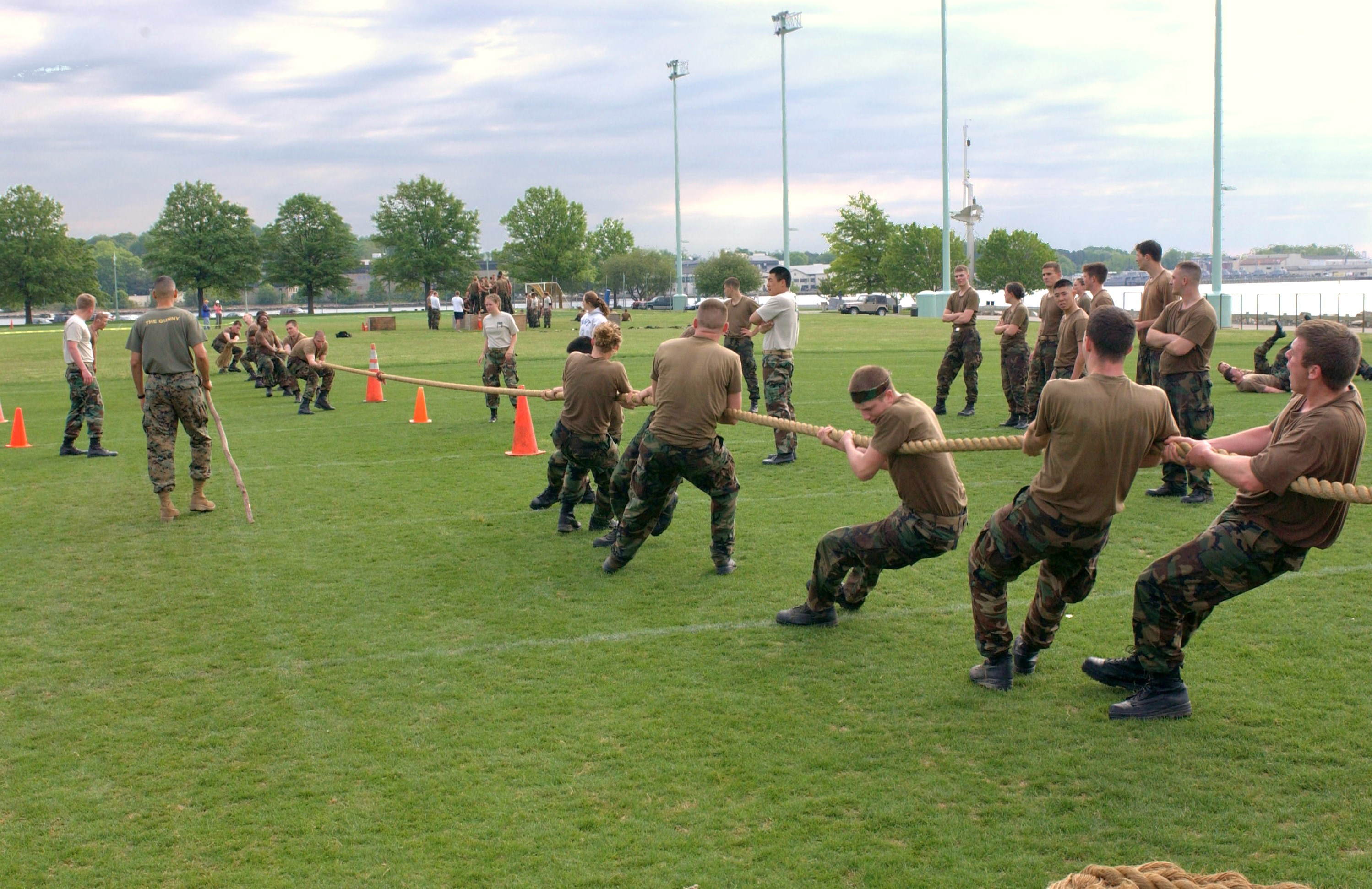
綱引き

綱引き（つなひき）は、2つのチームが一本の綱をお互いの陣地に向けて引き合い、勝敗を競う競技である。（その表記について、日本綱引連盟は「綱引き」ではなく「綱引」を採用している。）英語では Tug of war (sports) 。
なお、比喩的な慣用句としては組織・団体間のパワーゲーム状態を綱引きに準える場合がある（後述）。

## 概要

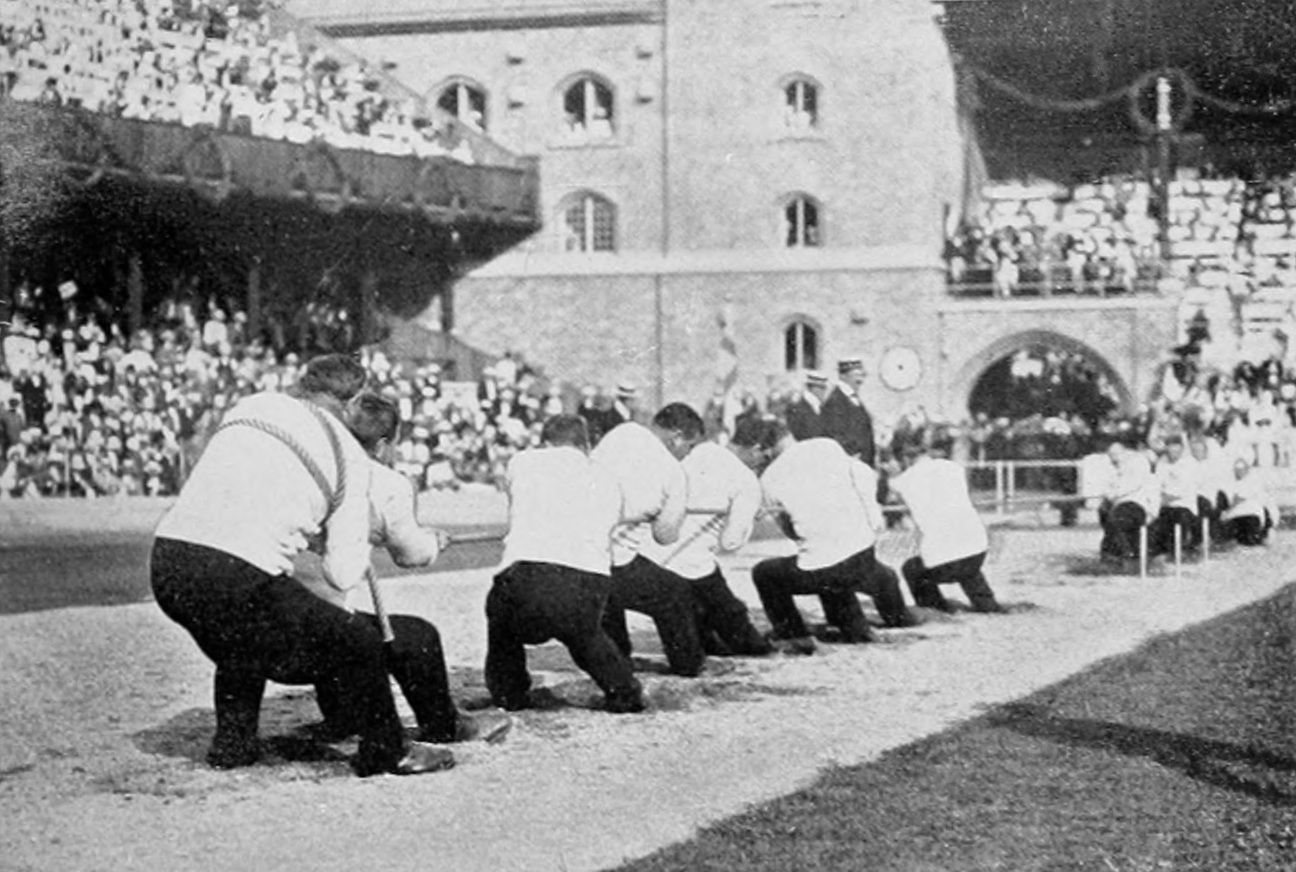
ストックホルムオリンピック(1912年)

綱引きは、複数人数からなるチームで一本の綱を両側から引き合って、その移動を競う競技である。団体戦であること、ルールが単純明快であること、またチーム分けによって力量の配分などに公正化が図りやすいこともあり、世界的にも広く親しまれている競技である。その反面、高度化したものではテクニックや戦略といった要素も多分に絡み、競技としての奥深さも存在する。
オリンピックでは1920年のアントワープ大会まで正式競技であった。2020年現在、ワールドゲームズで正式競技である。2002年には国際綱引連盟 (TWIF) が国際オリンピック委員会 (IOC) に加盟し、オリンピック競技への復帰を目指している。
多くの場合において綱引きは両チームの力量・テクニック・総重量が近接しているほど盛り上がる傾向もあり、競技を純粋に楽しむ上では様々な面からチームの平均化が図られる。

## ルール
この項では、競技スポーツとしての綱引きについて説明する。

### 概要
- 1チーム8名で行われる。補欠は2名まで。
- 男女ともチームウェイト（8人の総重量）によって階級ごとに分けられる。TWIF主催の世界選手権では、以下の階級で行われている。
アウトドア
  - 男子 560kg 600kg 640kg 680kg 720kg U23 600kg
  - 女子 520kg 560kg

インドア
  - 男子 560kg 600kg 640kg 680kg
  - 女子 480kg 520kg
- チームの最後尾を「アンカーマン」（錨に由来）といい、アンカーマンのみロープを肩にかけることが出来る。
- 時間制限はなく、相手側チームを自分側チームに4m引き込んだ時点で勝利となる。
- 競技会により1セットマッチ、2セットマッチ（1勝1敗は引き分け）、3セットマッチがある。

### 競技場
競技場はレーンと呼ばれ、平坦で水平でなければならない。室内のインドアと、屋外のアウトドアがある。インドアではカーペットのマットやウレタンゴム製の専用レーンマット等を使用する。体育館の床が使用できる場合はラインテープによるマーキングでも構わない。ラインは、競技場の中央に赤いセンターラインを引き、両側2mに白いラインを引く。ラインの幅は原則として5cm。レーンの幅は90cm。

### 服装
基本的に標準的なスポーツ用の服装である。ショートパンツ、襟つきの長袖シャツなどを着用する。腰を保護するためのベルトを腰に巻く場合もある。シューズはインドアでは綱引きシューズまたは滑りにくい平らなスポーツシューズを使用し、アウトドアではピンのついた綱引きブーツを使用する。素手で競技するが、滑り止めのために炭酸マグネシウムなどの使用が認められている。
競技会によってはゼッケンの着用が必要な場合がある。また、最後尾のアンカーマンはヘルメットを付けなければならない。

### ロープ
長さ33.5m - 36m（小学生は28m - 30m）、外周10cm - 12.5cm（小学生は9cm - 10cm）のマニラアサでできた頑丈なロープが使われる。
ロープの中央に赤いマーキングを付け、中央から両側2m（アウトドアでは4m）の場所に白いマーキング、さらに両側0.5mの場所に青いマーキングをつける。地面にも赤と白のラインが同じ間隔で引かれている。白いマークとラインは勝敗決定に利用する。また、先頭の競技者は青いマークよりも後ろでロープを握らなければならない。各マークはロープからはがして張る位置を調整できるようになっている。

### 競技の流れ

#### 競技サイドの決定
競技サイドはじゃんけんまたはコイントスで決めるが、事前に指定される場合もある。2セット目はサイドを交代し、さらに3セット目を行う場合は抽選、じゃんけん、コイントスなどでサイドを決定する。

#### 競技開始
審判による以下の号令によって競技が開始される。
1. 「ピック・アップ・ザ・ロープ」(Pick up the rope)：地面のロープを持ち上げる。
2. 「テイク・ザ・ストレイン」(Take the strain)：両手でロープを持ち、競技の態勢（アンカー・ポジション）になる。
3. 調整（Rope to center）：ロープの競技開始位置の調整。
4. 「ステディ、プル」(Steady,Pull)：競技開始の合図。「プル」の合図で競技者は一気にロープを引く。

#### 競技終了
以下の場合には競技が終了する。
1. 勝敗が決したとき。
 お互いがロープを引き合い、先に4メートル引き込んだ側の勝利となる。具体的には、インドアではロープの相手側の白マークが自分側の白ラインに達した瞬間に、アウトドアでは相手側の白マークがセンターラインに達した瞬間に自分側の勝利となる。原則として時間制限はなく、勝敗が決定するまで続けられる。勝利決定の瞬間、審判はホイッスルを鳴らした後勝利チームを指し示す。なお、ルールブック上にはないが競技会によっては特別ルールとして時間制限が設けられることがある。その場合主に30秒 - 2分程度に設定する場合があり、時間に達した時点でより引き込んでいるチームを勝利とする。
2. 同一チームに3回目のコーション（後述）が宣言されたとき（反則による失格）。
3. ノー・プルが宣告されたとき（試合を続行できない状態）。

### 反則
反則を犯すと審判から指導され、直ちに改めなければならない。改めなければコーション（警告）となり、3回のコーションを宣告された場合そのチームは反則負けとなる。
- シッティング：故意に座る。
- リーニング：足の裏以外の部分が地面に触れたままロープを引き続ける。
- ロッキング：ロープを腕や肘を使って自由を利かなくする。
- グリップ：両手で握り拳を作ってロープを持つ。
- プロッピング：両手で握り拳を作り、身体に沿って持ち上げる。
- ポジション：屈伸しながら引く。

など、12種類がある。
大会等で総当り戦が行われ、2チーム以上が同順位で並んだ際にはコーション数の合計において少ないチームを上位とする場合がある。

## 事故
綱が切れたことによる転倒、衝突、押しつぶしなどにより幾度も多くの怪我人や死亡者が発生している。場合によっては、指や手の切断に至る重大な事故にもなっている。
また、腕に巻き付けたロープの締め付けによって、手が切断された事故も起きている。
安全について
- 綱が捩れたキンクと呼ばれる状態で綱を引くと、強度が低下してしまう[5]。
- メーカーによって、綱の使用人数の目安が提示されていることがある。
- カビや湿気で強度が低下するため、それらを避けた保管を心掛ける。
- 日本体育施設協会によると、綱引きの綱の耐用年数は2年とされている。

### 事故例
- 1978年6月13日、ペンシルバニア州の郊外で、ハリスバーグ中学校の校庭で、全生徒約2,300人が綱引きでギネス世界記録を狙った。綱引き開始から12分後、長さ2,000フィートのナイロンロープが切れ、数千ポンドの蓄積エネルギーが跳ね返った。約200人の生徒が負傷し、5人が指先を切断し、1人が親指を失った。また、さらに数百人が第2度の火傷を負った。14歳の参加者によれば、誰かがパーティーのクラッカーの紐を引っ張ったような音がして、燃えるにおいがし、下を見ると血が流れていた[6]。
- 1995年6月、テネシー州チャタヌーガでの大規模な綱引きで、ロープを手に巻き付けていた男性がおり、ロープの輪が絞まり男性の手がちぎれた[6] 。
- 1995年6月4日(日)、ドイツ西部のコブレンツ近郊のヴェスターノーエでボーイスカウトの遠足中、ギネスブックへの登録をかけて650人が大綱引きをしており、親指ほどの太さのナイロンロープが切れて跳ね返り、9歳の少年が即死。火曜日に10歳の少年が死亡[1][6] 。
- 1997年10月25日、台湾で、台湾光復節を祝っての大規模な綱引き大会が開催された。約1,600人が綱引きに参加する中でロープが切れ、両組の最初の男性2人の左腕がもぎ取られた。コスタリカ、グアテマラ、ニカラグアの大使を含む40人が負傷し、中には重傷者もおり、肝臓と脾臓の破裂と脊髄損傷、両側の腕神経叢損傷も負ったものもいた。ロープは2インチの太さで57,000ポンドしか耐えられない設計で、180,000ポンドを超える力が加わったとされる。台北市長の陳水扁の辞任を求める声があがり、最終的に市長のスタッフ数名が弾劾され、医療費はすべて職員の自腹で支払われた[3][6]
- 2007年、アメリカのコロラド州 デンバー ダグラス郡 パーカーで、激励会(壮行会)での綱引きで、高校生2人が右手の一部を切断[3]。
- 2008年、ミネソタ州ファーガスフォールズで、8歳の少女が綱引きのロープに手が絡まり4本の指を失いそうになった。指は腱でつながったままで、再接着された[3]。
- 2009年5月30日早朝、中国・深圳の大梅沙ビーチで綱引き大会をしていた際に、1組5名で最後尾にいた30代の男性の手が締め付けられ引きちぎられた[4]。
- 2011年10月9日午前11時半頃、東京都の昭島市立拝島第二小学校の校庭で、地元の自治会などが主催した運動会で、約80人ずつに分かれて綱を引いていたところ、綱引きの綱の真ん中が切れ、参加していた14人が怪我をし、うち10歳の少女が左腕を骨折する重傷。綱は、29年前から使用していたもので、長さ約60m、太さ約3.8cm[7]。
- 2013年2月、カリフォルニア州ロサンゼルスのサウスエルモンテ高校の昼休みに行われた綱引きで、約40人の生徒が引っ張っていたところ、ロープが切れて、男子生徒1名の右手の指4本、女子生徒1名の右手の指4本と左手の親指が切断された[3][6]。
- 2013年、ハンガリーでロープが切れ、指が切断される事故[6]。
- 2014年、大津市立中の体育の授業で大縄跳びのロープを用い綱引きをしていたところ、ロープが切れて女子生徒の顔にあたり目の下が切れて傷痕が2か所残った。2022年に元女子生徒は担当教員が適切な道具を選ばなかったことが原因とし市を相手取り約1700万円の損害賠償を求める裁判を起こし、2024年2月13日に市は約450万円を支払うことで和解する方針を発表した[8]
- 2025年1月4日、インドのウッタル・プラデーシュ州のブランドシャールで、トラクター同士の綱引きをしており、引っ張られたトラックが横転し、乗っていた1名が死亡した。動画はソーシャルメディアで拡散された[9]。

## 世界各地の綱引き

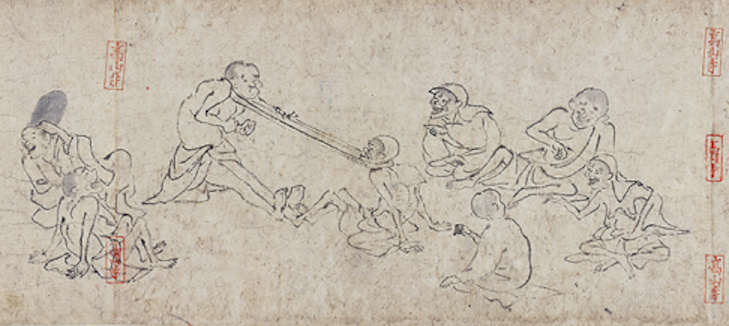
『鳥獣人物戯画』丙巻の綱引きの図（12-13世紀）。図にあるのは厳密には「首引き」と呼ばれる形態の綱引きであり、軍記物『土佐物語』巻第五の永禄年間（16世紀後半）の記述にも各種の競技の中に「首引き」をする記述が見られる。

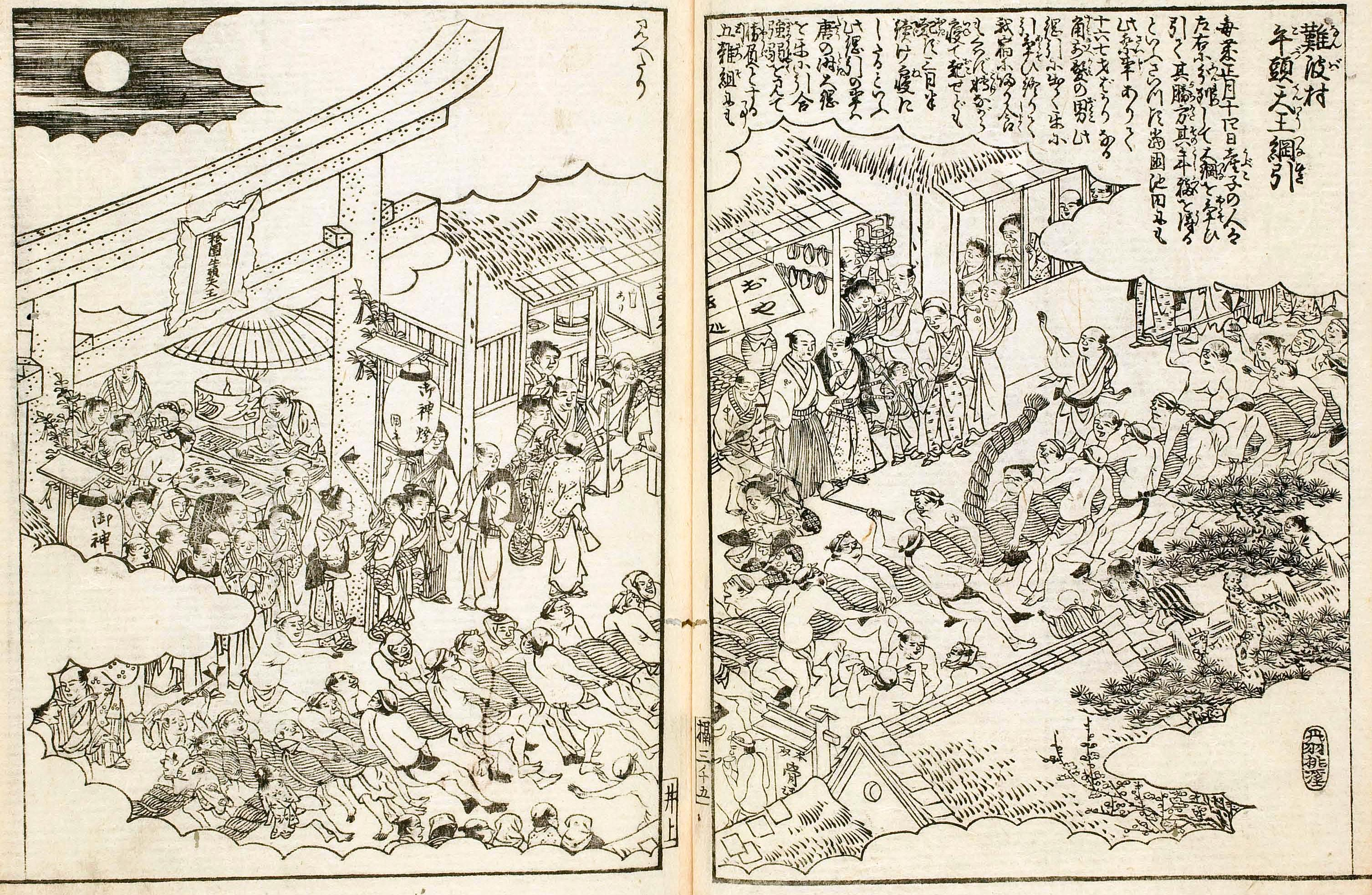
『摂津名所図会』（18世紀）「牛頭天王綱引」。難波八阪神社の綱引神事として毎年1月に継続されている。

### 日本
日本では、古くはカヤや藁を使った縄を使って引き合い一年を占う神事が行われている。綱を大蛇や龍などになぞらえる例もある。現在の大綱引は小正月に行われることが多く、中国の上元の綱引がルーツとも言われているが、九州や沖縄では旧盆や夏の行事として定着しており、地域によって時期や由来は異なる。終わったあとは綱を川や海などに流すところもある。
秋田県や沖縄県の大綱引は、雄綱と雌綱の二本を中央で連結させて行う。
京都市右京区の高山寺に伝わる鳥獣戯画には、僧や子供たちが耳や腰に縄をかけて引っ張り合う様子が見られる。
近世期の軍記物『土佐物語』巻第五には、永禄年間（16世紀後半）の出来事として、「枕引き、首引き、手綱引き」などの各競技を行った記述が見られ、様々な引きもの競技が確認できる。
『北斎漫画』八編「無礼講」（19世紀）には、四つん這いになって背中に綱をかけて引き合う形態（背引き）や指に結んだ状態で引き合う指引きが見られる。

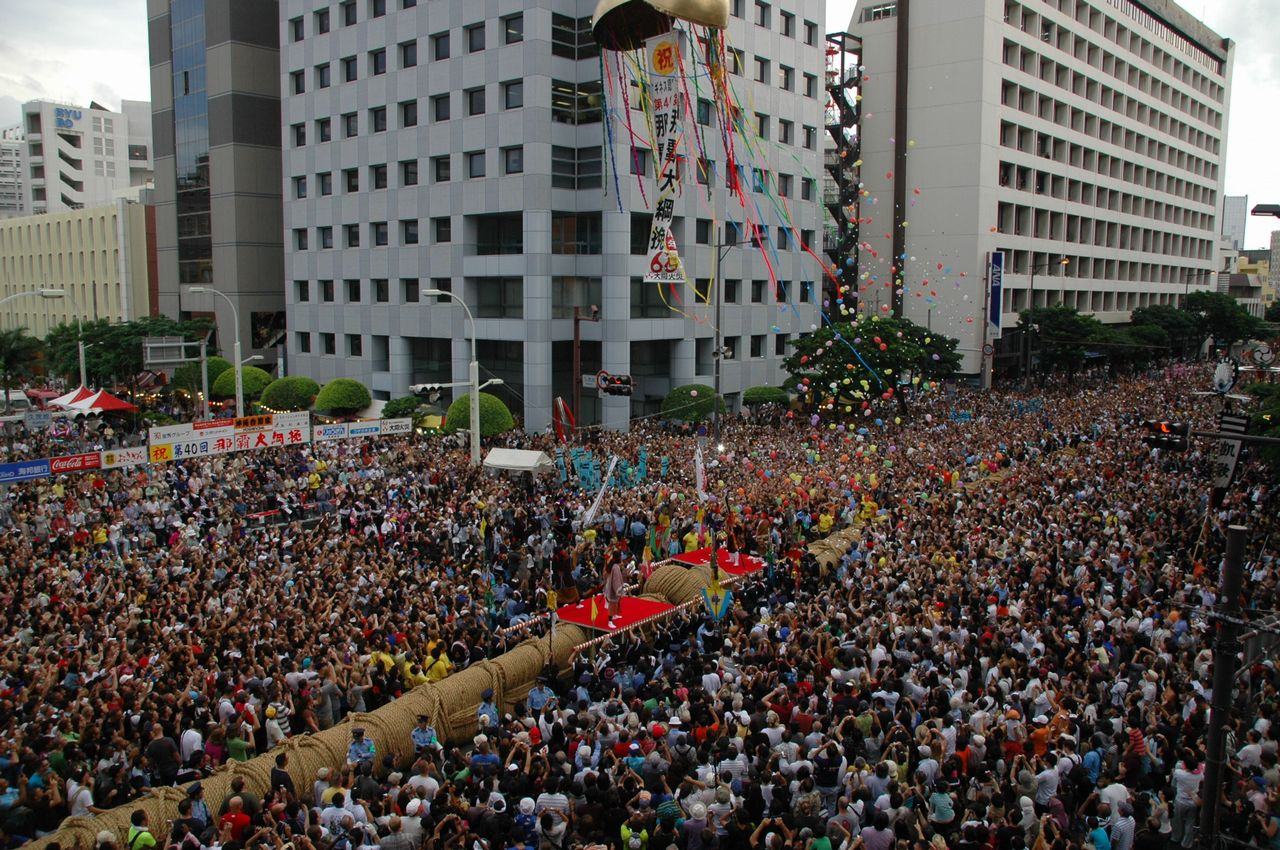
日本最大規模の那覇大綱挽

#### 日本各地の綱引き
- 北海道中標津町
東西対抗綱引き大会長さ403mの大綱引き
- 北海道北見市
北見ぼんちまつりの屯田大綱引き
- 秋田県大仙市刈和野(旧西仙北町)
刈和野の大綱引き - 500年以上の歴史があるといわれる伝統行事で、国の無形民俗文化財[11]
- 静岡県浜松市天竜区、長野県飯田市
峠の国盗り綱引き合戦
静岡県浜松市天竜区（旧磐田郡水窪町・以下、遠州軍）と長野県飯田市（旧下伊那郡南信濃村・以下、信州軍）は、毎年10月の最終日曜日に国境をかけて兵越峠で1987年（昭和62年）から綱引き大会をしている。遠州軍と信州軍からそれぞれ選出された選手が3本勝負の綱引きをし、勝った方が1メートルだけ国境を広げることができる。行政上の県境とは異なるが、これまでの最高記録で4メートルも移動したことがあった。
- 富山県小矢部市、石川県河北郡津幡町
くりから夢街道ウォーク大綱引き
その昔富山県と石川県にある倶利伽羅峠で行われた源平倶利伽羅峠の戦いにあやかって、小矢部市が木曽義仲率いる源氏軍、津幡町が平家軍とに分かれ、倶利伽羅峠山頂で毎年4月下旬に行われる大綱引き大会で、長さ120m、直径12cm、重さ約600Kgの綱を、小矢部、津幡各市町から参加のそれぞれ100名で3本勝負（1本15秒）の綱引きを行う[12]。
- 福井県三方郡美浜町
日向水中綱引き[13] - 約380年前から伝わるとされる国の選択無形民俗文化財
- 福井県敦賀市相生町
敦賀西町の綱引き[14] - 400年以上前から伝承されてきた冬の敦賀の民俗行事で、数百人の老若男女が「夷子（えびす」と「大黒」に分かて引き、夷子側が勝てばその年は豊漁、大黒側なら豊作。もとは、漁民と農民とで分かれて引いた。
- 滋賀県大津市
勢多唐橋東西大綱引合戦（2013年から始まった[15]）
御田神社綱引き行事[16]
- 京都府南丹市
大送神社の綱引き
- 京都府相楽郡
祝園神社いごもり祭の綱引き[17]
- 鳥取県東伯郡三朝町
陣所の綱引き
- 鳥取県鳥取市
菖蒲綱引き[18][19]- 気高町宝木、気高町水尻、青谷町青谷および同県岩美郡岩美町大羽尾に伝わる民俗行事で、6月上旬に行なわれる。よもぎ・菖蒲などで作られた綱を使い、子ども組対大人組の対抗でなされる
- 鳥取県米子市淀江町福岡
上淀の八朔綱引き[20]
- 福岡県那珂川市
八龍神社盆綱引き
- 佐賀県唐津市
呼子の大綱引き（よぶこのおおつなひき）
- 長崎県五島市
ヘトマトの綱引き[21]
- 鹿児島県薩摩川内市(旧川内市)
川内大綱引（せんだいおおつなひき） 長さ365m、直径35cm、重さ5t
- 鹿児島県奄美大島
西仲間悪綱引き[22]
- 沖縄県
那覇大綱挽、真栄里大綱引き、糸満大綱引、与那原大綱曳、屋慶名大綱引き、大山大綱引、嘉陽綱引きその他各地に多数

### カンボジア
カンボジアの世界遺産であるアンコール・ワットの回廊には、ヒンドゥー教の世界創造神話である乳海撹拌の様子（山に巻き付けた大蛇を神々が引き合い、世界を構成するすべての要素をかき混ぜるという内容）がレリーフで描かれているが、これは綱引き本来の引き合うことで競い合うというものではない。

### 無形文化遺産として
綱引きは民俗学的解釈では古来神事であったとされ、日本では注連縄との関連が示唆されている。日本の綱引きは競技色が強いものも盛んだが、各地方の伝統的な綱引き行事の多くは現在でも神事の一環として行なわれている。日本と同様に、吉凶を占う奉納伝統行事としての要素を残すとされる韓国・フィリピン・ベトナム・カンボジアは、無形文化財版の世界遺産であるユネスコの無形文化遺産に「Tugging rituals and games」の名称で共同申請し、2015年12月2日の無形文化遺産政府間委員会で登録が認可された。

## 派生競技

### 単体
- 耳引き(イヤープル)-ワールドエスキモーインディアンオリンピック(WEIO)の競技の一つ。お互い耳に輪っか状の紐をひっかけ(左(右)耳に引っ掛けている場合は相手は左(右)耳)地面に座った状態で向き合い、背中の力で引っ張り合う競技。耳にかけた紐が取れたら負けとなるが痛すぎて諦めた方が負けとなることが多い。凍傷の痛みに耐えるための訓練がもととなっている。

### 複数
- 四方綱引き-2つの綱引き用の綱を均等に十字に結んだ綱で行う綱引き。主に、４方向それぞれ、地面に綱の中心から1mの場所に円を付け、制限時間内に印が円をこえる、または印が一番円に近かったチームが勝ち。という試合形式で行うことが多い。

## 掛け声
日本の運動会などでの綱引きでは、「オーエス!」という掛け声がよく使われる。語源には諸説あるが、フランス語の「oh hisse」（「それ引け」という意味）からきているという説が有力とされている。「oh hisse」は旗や帆を巻き上げる際に用いられた掛け声で、明治初期に東京築地の外国人居留地でフランス人たちが綱引きをした際に掛け声としたものが「オーエス」と聞き取られ、日本で定着した、などと伝えられるが、明確な証拠はない。
運動会の綱引きでは「オーエス!」のほか、呼吸を合わせるために「よいしょ、よいしょ」「そーれ、そーれ」「わっしょい、わっしょい」「せーの、せーの」などの掛け声が使われる。これらは地域や世代によってもさまざまである。特に掛け声が無く、ピストルの音と同時に一斉に無言で引き始めることもある。
宮崎県の運動会では「えい、えい、えいやさー」「えい、やー」といった掛け声が用いられる。これは、伝統的に豊年感謝のため十五夜（旧暦8月15日）に行われた綱引き行事の掛け声が引き継がれたものという。
高知県西部では、運動会や伝統行事の綱引きにおいて「さーうん」や「やーのーうん」「さーのーうん」などの掛け声が使われる。
北海道檜山郡江差町の運動会・体育祭では、町の姥神大神宮渡御祭で山車の綱を引く際の掛け声である「エンヤ！エンヤ！」から転じて、綱引きの掛け声にも使われるのが見られる。
競技綱引きにおいては、掛け声をほとんど発せずに引き続けるのが一般的である。

## 慣用句
慣用句としては、なんらかの利害関係により複数の組織・団体が相互に圧力を掛けたり牽制したり自陣営側に有利にことが運ぶように画策したり工作しあうことを綱引きに準える場合がある。
例えば、地域的な団体がオリンピックのようなイベントから鉄道・道路など公共事業の誘致合戦を繰り広げたり、政治家ないし政党がより多くの支持者を得て発言権の拡大を目指しあったり推進する政策に自陣営側の要望を最大限盛り込もうとしたりといったものである。
英語にも似たような比喩表現があり、「tug of love」という慣用句では、離婚した両親が各々子の親権をめぐって争うことを示しているが、これはイメージとして子の腕を綱のようにして父親と母親が左右から引っ張っている状態である。

## 雑誌
日本綱引連盟の機関誌として、「綱引マガジン」（季刊）が1990年秋季号 (1) から2007年冬季号 (66) まで、ベースボール・マガジン社から発行されていた。

## 綱引きに関するテレビ番組
- 輝け!!人気スターチーム対抗大合戦!（日本テレビ系列の元日特番）

1980年大会で最終的に紅白両軍が同点になったため、同点決勝として行ったのが初。翌1981年にはオープニングゲームとして冒頭で行い、その後1986年大会以降（1989年まで）は最終ゲームとして行った。いずれも紅白両軍の全出演者が行う。
- アメリカ横断ウルトラクイズ（日本テレビ系列）

1984年放送の第7回で、ハワイのワイキキビーチで行った「空席待ちつな引きクイズ」を皮切りに、毎回様々な形式で綱引きを流用したクイズが行われていた。
- よろしく!すねかじり ゲーム&クイズ（テレビ東京系列）

後期より最終ゲームとして行った。全4チームがゲーム開始前の賞金獲得順位によって、「1位×3位」と「2位×4位」に分け、まずその対戦で「1回戦」を行い、続いて1回戦の敗者同士で「3位決定戦」を行い、最後は1回戦の勝者同士で「決勝戦」を行った。
- 最強の男は誰だ!壮絶筋肉バトル!!スポーツマンNo.1決定戦（TBS系列）

全38大会のうち7大会で、1対1の綱引き種目「THE TUG-OF-WAR（ザ・タッグオブウォー）」が行われた。また参加者16名を8対8に分けて綱引きし、勝った側を更に半々に分けて綱引き。これを最後の1名になるまで繰り返す種目「THE BEST OF TUGGER（ザ・ベストオブタガー）」も、2大会で行われている（どちらも本戦での実施回数。本戦以外のスペシャルバトルとしても、数回行われた）。
- オールスター感謝祭（TBS系列の期首特番）

2001年春から開始、「大分コスモレディースTC」が番組参加芸能人からの選抜チームやプロレスラーなどと戦ったが、2004年秋では参加芸能人からコメディアンを集め、東西対抗で行った。

## 記念切手
ワールドゲームズ2001では記念切手が発行されている。